# Museum Silkeborg
Museum Silkeborg består af afdelingerne Hovedgården i Silkeborg, Blicheregnen i Thorning og Papirmuseet i Silkeborg.
Silkeborgs ældste bygning Silkeborg Hovedgård huser hovedadministrationen, og er blandt andet hjemsted for Tollundmanden, et af oldtidens bedst bevarede moselig. Samlingerne på Hovedgården omhandler udover stenalder, bronzealder og jernalder, også vikingetid, middelalder, Silkeborg Slot, Silkeborg som skovegn, gamle håndværk, en antik glassamling og det berømte "Sorring-lertøj".
Blicheregnen er indrettet i præstegårdens gamle længer over for Thorning Kirke i landsbyen Thorning på den egn hvor digteren Steen Steensen Blicher voksede op. Til Blicheregnen hører også Lokalarkiv Blicheregnen.
Papirmuseet er Danmarks specialmuseum for papir og papirfremstilling. Det har til huse i Silkeborg på den gamle Silkeborg Papirfabrik i de gamle produktionslokaler for håndgjort papir.